# Franc-maçonnerie en Israël
 (janvier 2015).
La franc-maçonnerie en Israël s'implante avec l’arrivée d’immigrants aux origines diverses qui donnent naissance à des loges en langue anglaise, française, allemande, espagnole, turque, russe, roumaine s’appuyant parfois sur les rites de chacun des pays. Les loges en langue hébreu ou arabe s’appuient sur le Rite anglais de la Grande Loge unie d'Angleterre. Cette diversité dans ces implantations rend l’histoire de la franc-maçonnerie israélienne d'une grande complexité.

## Histoire
Dès le XIXe siècle, la franc-maçonnerie sera présente dans quelques grandes villes de Palestine. Les premières loges furent fondées sous l'empire ottoman :
La première Loge Réclamation, fut créée à Jérusalem en 1868, sous la juridiction de la Grande Loge du Canada, dans la grotte de Sedecias ; La seconde Royal Solomon Mother Lodge, par la Grande Loge de Hamilton (Canada). De la fin de la domination ottomane et pendant la période du mandat britannique, de nombreuses loges furent ouvertes. Elles travaillaient sous les chartes et les constitutions de différentes grandes loges (Angleterre, Écosse, France, Égypte, Allemagne…) et autres grands orients (France, Égypte…)

### Grande Loge nationale de Palestine
Après la création du premier temple maçonnique à Tel-Aviv en 1932, et comme la diversité des obédiences représentées en Palestine finissait par desservir les principes mêmes de la franc-maçonnerie, l'idée de fonder une puissance maçonnique autonome fut lancée. Mais cela sépara les frères en deux camps ; ceux des loges sous l'obédience de la Grande Loge nationale d'Égypte et ceux des loges sous les autres obédiences présentes en Palestine. Quatre loges de Jérusalem, « Jérusalem, Har Tsion », « Pax Jérusalem » et « Har Sinaï » et trois de Jaffa-Tel Aviv, « Moria, Hiram » et « Solomon Temple », sous la juridiction de la Grande Loge nationale d'Égypte, annoncèrent leur indépendance en 1932 et la constitution de la Grande Loge nationale de Palestine.
La même année, les deux Grandes Loges nationales d'Égypte sont dissoutes par la création du Grand Orient d'Égypte qui constitue définitivement, en janvier 1933, la Grande Loge nationale de Palestine au rite d'York. Elle ne fut pas reconnue rapidement par d'autres grandes loges.
En 1938, elle été reconnue par les Grands Orients d'Égypte, de France, de Belgique, de Syrie et par les Grandes Loges du Danemark, de Bakli et Bogota (Colombie), du Pérou, par la Grande Loge symbolique d'Allemagne en Exil et par la Grande Loge suisse Alpina.
Malgré les attentats et la Seconde Guerre mondiale, la GLN de Palestine n'arrêta pas ses activités. En 1944, elle décida la création de sa bibliothèque centrale et de son musée à Tel Aviv. Le 29 mai 1945, elle organise une assemblée solennelle pour fêter la victoire des Alliés contre l'Allemagne nazie. À cette date elle comptait 550 frères.

### Grande Loge d'Israël
Dès 1946, les quatre loges Reouven, Mizpa, Sharon et Aviv sous juridiction de la Grande Loge d'Écosse forment un groupe de réflexion appelé « les Loges Hébraïques d'Eretz Israël ». Ils se réunissent plusieurs fois et les débats portent sur le futur de la franc-maçonnerie israélienne à l'indépendance de l'État d'Israël.
L'influence écossaise était prépondérante et de nouvelles Loges naissaient contrairement aux principes fondamentaux de la franc-maçonnerie. Les frères des Loges de la G.L.N. de Palestine et les frères des Loges sous l'Obédience des Grandes Loges anglo-saxonnes travaillant dans les mêmes Temples s'ignoraient totalement alors que dans la vie profane ils entretenaient de bonnes relations. À cette date, aucune grande loge anglo-saxonne n'avait encore reconnu la G.L.N. de Palestine.
Après le Plan de partage de la Palestine en 1947 approuvé par l'ONU et la fin de la Guerre de Palestine de 1948, la création de l'État d'Israël marque le début d'une très importante immigration de Juifs en provenance des pays arabes et d'Europe.
En janvier 1949, à Tel Aviv se tient la 6e assemblée des loges hébraïques d'Eretz Israël pour débattre de la création de la future Grande Loge d'Israël qui remplacera la GLN de Palestine et aussi des relations avec les loges des obédiences non reconnues. C'est le 26 avril 1949, que l'Assemblée décide à l'unanimité le changement de nom. En octobre 1949 la Grande Loge d'Israël s'installe à Tel Aviv. Elle y restera jusqu'au 30 mars 1953.

### Grande Loge de l'État d'Israël
Le dernier effort était de pouvoir fédérer les loges dispersées sous différentes obédiences. Dès 1951, les grandes loges d'Angleterre et d'Irlande acceptent la création d'une Grande Loge de l'État d'Israël à Jérusalem, sous l'égide de la Grande Loge d'Écosse.
C'est le 20 octobre 1953 qu'est fondée la Grande Loge de l'État d'Israël, résultat d'un long et patient travail dû au dévouement d'un petit groupe de frères. Cet événement scelle aussi la fusion de tous les francs-maçons d'Israël sous sa souveraineté et 35 Loges en activité la rejoignent ce même jour.
En 1996, 78 loges sont enregistrées à la Grande Loge de l'État d'Israël et 68 sont en activité. Elles se répartissent en 6 confessions différentes (juive, arabe, chrétienne, druze, orthodoxe grecque et copte) qui travaillent en 8 langues (hébreu, anglais, arabe, français, roumain, allemand, espagnol et turc).
Les loges qui travaillent en hébreu utilisent un rituel unifié approuvé par la Grande Loge qui est traduit pour les loges travaillant en arabe, turc et français. Les loges en langue allemande travaillent au Rite de Schroeder et celles travaillant en anglais, espagnol et roumain utilisent le rituel de ces pays respectifs.

## Franc-maçonnerie israélienne contemporaine
- La Grande Loge de l'État d'Israël :

Dite régulière car reconnue par la Grande Loge unie d'Angleterre, elle compte plus de 80 loges pour un effectif d'un peu plus de 2 000 frères. Elle s'appuie sur les trois religions monothéistes et chaque loge possède l'Ancien et le Nouveau Testament, ainsi que le Coran.
Les autres obédiences présentes n’entretenant pas de relations officielles ou officieuses avec la Grande Loge de l’État d’Israël.
- l'Ordre maçonnique mixte international « le Droit humain »: Trois loges bleues plus un triangle de perfection[8].
 La loge no 1878, nommée « Infini » a été allumée à l'orient de Tel-Aviv le dimanche 11 mai 2008 par le Grand maître de l'OMMIDH, Danielle Juette. Celle-ci est une loge francophone. Elle est depuis remplacée par la loge  Ubuntu . La deuxième loge « Shorachi » (qui veut dire Racines en hébreu) a été ouverte le 19 septembre 2015 par le Grand maître de l'OMMIDH, Yvette Ramon. Elle pratique en hébreu. La troisième loge « kokhav a Tsafon » (« l'étoile du nord »), hébraïsante, se trouve à Haïfa, dans le nord d'Israël, et a fait l'allumage de ses feux le 27 mars 2016.
- La Grande Loge féminine de France (Internationale) : deux loges bleues francophones
 La première loge, nommée « Jérusalem d'Azur et de Fraternité »[9] fut fondée le 27 mars 2004 par 30 franc-maçonnes essentiellement venues de France, et par deux franco-israéliennes résidant sur place; et ce afin de soutenir et répondre à la demande d'autres Israéliennes aspirant à intégrer l’obédience.
  - Une deuxième loge, nommée « Rose des Sables », fut fondée le 12 février 2013 par les Israéliennes, à Tel-Aviv. Ces deux loges sont seulement francophones ; Elles comptent désormais une cinquantaine de femmes de tous horizons. Elles aspirent à créer une loge travaillant en hébreu afin de parvenir à créer une Grande Loge féminine d'Israël.
- La Grande Loge de France : deux loges bleues francophones. La loge « Bereshit' '» à Jérusalem et une ancienne loge francophone « Hermon 527' '», créée en 1928 à Tel-Aviv-Jaffa, en sommeil et ravivée en 2006[10].
- Le Grand Orient de France : deux loges bleues, l'une francophone, l'autre hébraïsante, plus une loge de perfection. La loge « Étoile d’Israël » qui travaille en français, à l'orient de Tel-Aviv, fut réactivée en novembre 2005. La loge « Étoile du Nord », à l'orient de Haïfa, allume ses feux en 2013 et exerce en hébreu. Elle passe à l'Orient de Tel-Aviv en octobre 2015. Le GODF a aussi une loge de hauts grades qui travaille en français, alternativement au Rite écossais ancien et accepté et au Rite français, afin de répondre à la diversité des pratiques des rites en Israël.
- Le panorama maçonnique israélien comporte également le Suprême conseil du Rite écossais ancien et accepté[11], le Souverain chapitre de l’Arche royale ainsi que le Souverain chapitre de la Marque.